# محيي الدين الصفدي
محي الدين الحاج عيسى المشهور باسم محي الدين الصفدي (1900 - 25 مارس 1974) شاعر وناظم مسرحي فلسطيني. ولد في صفد ونشأ وتعلم فيها، وفي عكا وبيروت. التحق بمعهد الحقوق الفلسطيني في القدس. رحل إلى حلب بعد النكبة 1948، ودرّس في الكلية الأميركية للمعلمات حتى عام 1964. واستقر فيها حتى توفي. له ديوان بعنوان «من فلسطين وإليها» وكتب المسرحيات الشعرية «مصرع كليب» و «أسرة شهيد». يعد في طليعة شعراء فلسطين في عصره ولكن ضاع معظم شعره بعد نزوحه من وطنه سنة 1948.

## سيرته
ولد محي الدين الحاج عيسى سنة 1900 م/ 1317 هـ أو يقال 1897 في صفد. جاء في «معجم العشائر الفلسطينية» عن النسبة الصفدي له «ويبدو أن لقب الصفدي جاءه بعد الرحيل من صفد، فليس من المشهور أن ينسب الرجل إلى بلده وهو فيها، إلا إذا خرج منها ثم عاد إليها.»
تلقى محي الدين عيسى تعليمه الابتدائي في مسقط رأسه، وفي مدرسة عكا واصل تعليمه الإعدادي، وتلقى تعليمه الثانوي في سلطاني دمشق وبيروت، ثم انتقل من الصف المنتهي في سلطاني بيروت إلى الكلية الصلاحية ودرس فيها ثلاث سنوات.

عمل مديرًا لمدرسة صفد ثماني سنوات، وخلالها حصل على شهادة الحقوق من القدس. قضى خمس عشرة سنة مدرسًا للغة العربية في القدس، وعاد بعد ذلك إلى صفد نائبًا لمدير مدرستها الثانوية، وقائمًا على تدريس اللغة العربية فيها، حتى حدث النكبة في 1948. فنزح مع عائلته إلى سوريا واستقر في مدينة حلب مدرسًا للأدب العربي في ثانوية معاوية ودار المعلمات خمس سنوات. ودرّس في الكلية الأميركية للمعلمات حتى عام 1964.

كان عضوًا في جمعية الشبان المسلمين منذ عام 1939. توفي في حلب يوم 25 مارس 1974/ 2 ربيع الأول 1394 أو يقال سنة 1978.

## شعره
نظم الشعر وهو في الخامسة عشرة من العمر. وقد ضاع معظم نظمه على أثر نزوحه من وطنه سنة 1948، ولم تسعفه ذاكرته بأكثر من عناوين ما ضاع من قصائد. ذكر في معجم البابطين عنه «شاعر ثائر. فقد جاء جلّ شعره تعبيرًا صادقًا عما حلّ بوطنه فلسطين من نكبات، كان آخرها نكبة 1948 الكبرى. تحض أشعاره على الثورة، وتدعو إلى الوحدة في مواجهة العدو مستبشرًا في ذلك بما حدث بين مصر وسوريا من وحدة في زمانه، وله شعر في رثاء الشهداء خاصة ما كان منه في رثاء شهداء حائط البراق في القدس عام 1930، إلى جانب شعر له في العتاب يحث فيه القادة من العرب والمسلمين على نجدة بيت المقدس الذي نادى بفتحه الفاروق عمر. كما كتب المسرح الشعري الهادف مذكرًا من خلاله بعواقب الخلاف والتآمر وفساد التقدير، وكتب الأقصوصة الشعرية المفعمة بالرمز، وله شعر في المناسبات، كما كتب في الحنين. وله في المراسلات الشعرية الإخوانية التي يضمنها هموم وطنه، كما كتب في رثاء أحمد شوقي أمير الشعراء، وله شعر في تذكير الأمة بفرسانها الأوائل، وله شعر في الإشادة بالعلم وطلبته وأهله من العلماء. يتميز بنفس شعري طويل، إلى جانب قوة لغته، وجهارة صوته مع يسر تراكيبه وأنساقه، وخياله طليق. التزم النهج الخليلي في بناء قصائده.»

## مؤلفاته
- «مصرع كُلَيب» مسرحية شعرية ودراما تاريخية في خمسة فصول، 1947.
- «أسرة شهيد: من أحداث نكبة فلسطين»، مسرحية شعرية، 1966.
- «من فلسطين وإليها: ديوان شعر، 1975.

## وصلات خارجية
- في موقع الأرشيف المجلات
- howiyya.com/